# Kadettenanstalt

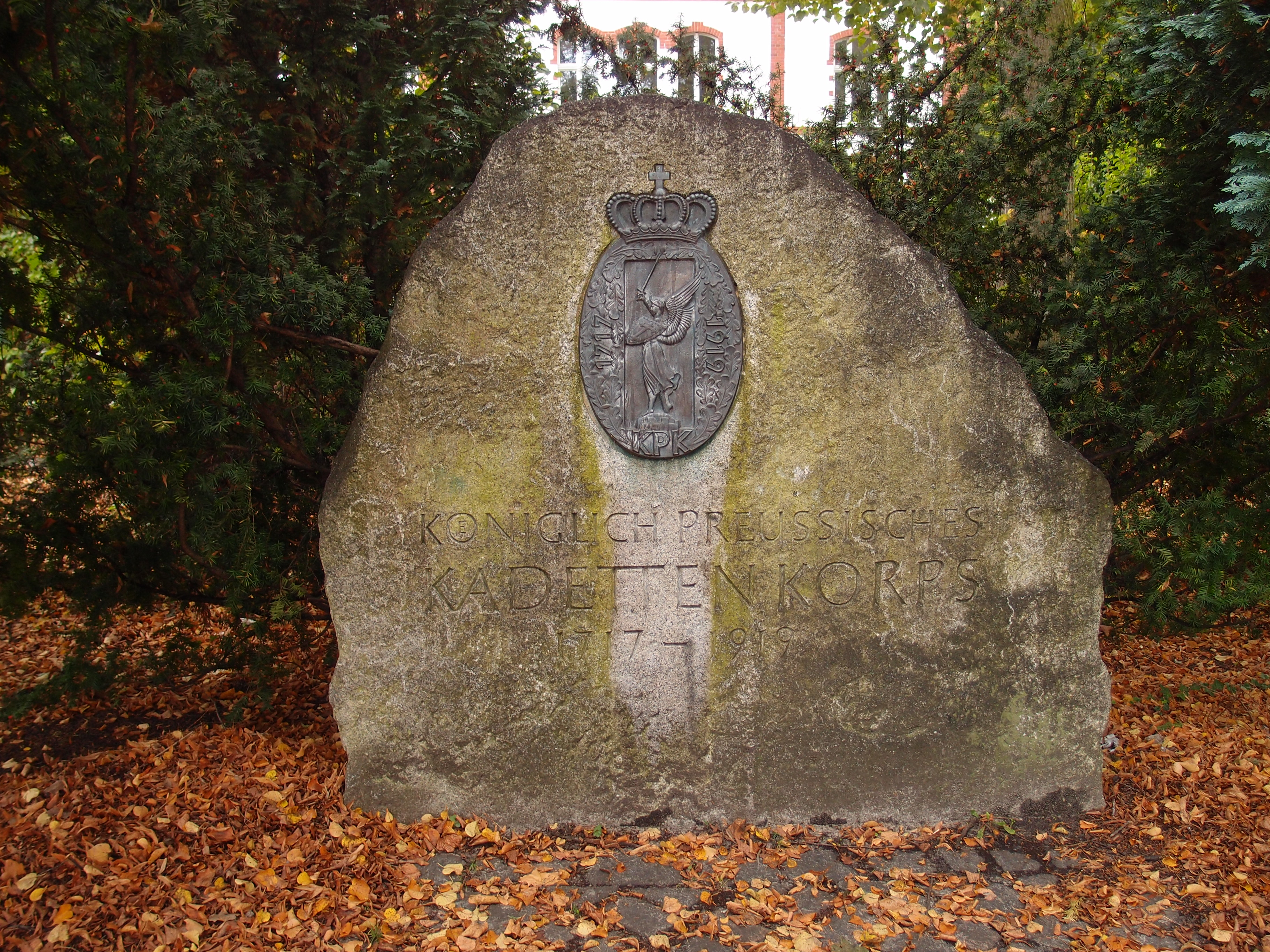
1980 errichteter Gedenkstein für das „Königlich Preußische Kadettenkorps“ auf dem Paulinenplatz in Berlin-Lichterfelde West

Als Kadettenanstalt oder Kadettenschule werden weiterführende Schulen bis zum Abitur bezeichnet, die in der Regel der Vorbereitung auf eine militärische Karriere dienen oder für eine zukünftige militärische Karriere förderlich sind.
Erste Kadettenschulen entstanden gegen Ende des 17. Jahrhunderts unter anderem in Frankreich, wo zu Offizieren bestimmte junge Edelleute als Cadets in Kompanien zusammengeführt wurden, um eine ihrem künftigen Beruf entsprechende Bildung und Erziehung zu erhalten.

## Preußen

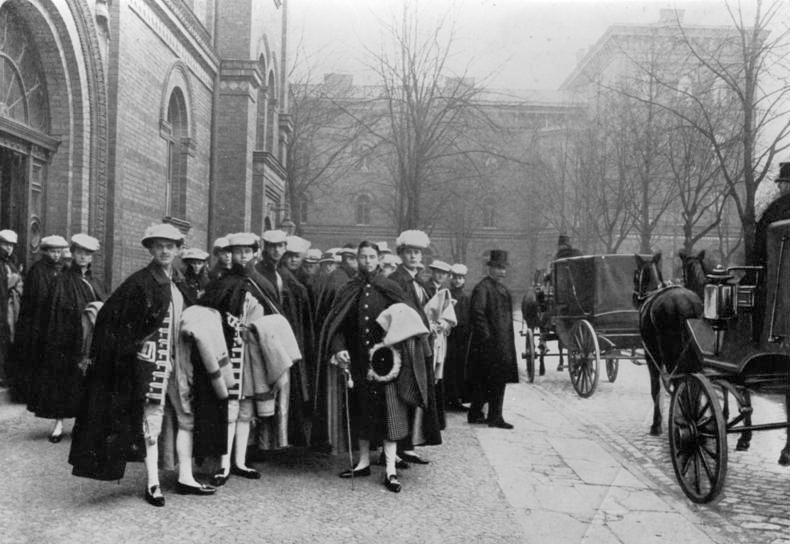
Zum Pagendienst gekleidete Kadetten in Lichterfelde (1900)

Der Große Kurfürst gründete das sogenannte Kadettenkorps mit den Anstalten in Kolberg, Berlin und Magdeburg. Der erste Stamm des Kadettenkorps war in Kolberg und bestand aus 60 bis 70 Kadetten, die im Jahr 1716 in das neu gebildete „Königlich Preußische Kadettenkorps“ in Berlin verlegt und auf 110 vermehrt wurden. Die Berliner Anstalt wurde von König Friedrich Wilhelm I. als „Pflanzschule“ des Preußischen Offizierskorps gegründet, um die Söhne seiner verarmten Offiziere auszubilden und „eine Kinderstube für das preußische Offizierskorps“ zu schaffen. Für dieses Korps bestand von 1717 an in Berlin ein eigenes Kadettenhaus in einem älteren Gebäude an der Festungsmauer. Im Jahr 1719 wurden auch die Kadetten von Magdeburg nach Berlin verlegt, und das Berliner Kadettenkorps bestand nun aus 150 Kadetten. 1776 erfolgte der Neubau des Berliner Kadettenhauses in der Neuen Friedrichstraße 13 gegenüber dem Gymnasium zum Grauen Kloster. Nachdem am 1. März 1790 auch das Pagen-Institut dem Berliner Kadettenkorps einverleibt wurde, befanden sich darin 252 Kadetten. Von 1878 ab residierte die Hauptkadettenanstalt in neuen und großen Gebäuden in Groß-Lichterfelde bei Berlin.

Königl. Kadettenhaus zu Stolp um 1793

Weitere Kadettenanstalten wurden in Stolp (1769), Kulm (1776) und in Kalisch (1793) gegründet. Die von Friedrich dem Großen gestiftete Kadettenanstalt in Stolp war anfangs für 48 Kadetten ausgelegt worden und wurde im Jahr 1778 auf bis zu 96 Kadetten erweitert, die in sechs Klassen unterrichtet wurden. Das Kadettenhaus in Kulm war anfangs für 60 Kadetten ausgelegt und wurde im Jahr 1787 durch eine Bewilligung von König Friedrich Wilhelm II. auf 100 Kadetten erweitert. 1793 wurden in Berlin 260 Kadetten, in Potsdam 40 Kadetten, in Stolp 96 Kadetten und in Kulm und Kalisch je 100 Kadetten unterrichtet. Im Tilsiter Frieden wurden Kulm und Kalisch abgetreten, Stolp wurde 1811 aufgelöst und nach Potsdam verlegt. Nach dem Ende der Befreiungskriege wurde Kulm wieder errichtet, bevor die Anstalt dann 1890 nach Köslin verlegt wurde.
1902 bestand das Preußische Kadettenkorps insgesamt aus acht Kadettenhäusern und der Hauptkadettenanstalt.
Die Anmeldung konnte nach Vollendung des achten Lebensjahres beim Kommando des Kadettenkorps erfolgen; der Aufzunehmende musste das zehnte Lebensjahr vollendet und durfte das fünfzehnte Lebensjahr nicht überschritten haben. Der Erziehungsbeitrag betrug um die Jahrhundertwende 900 Mark per annum (das entsprach etwa dem Gehalt eines Leutnants), dieser Betrag konnte je nach den wirtschaftlichen Verhältnissen der Eltern auf bis zu 10 Prozent gesenkt werden; Ausländer zahlten 2000 Mark.

### Kadettenhäuser

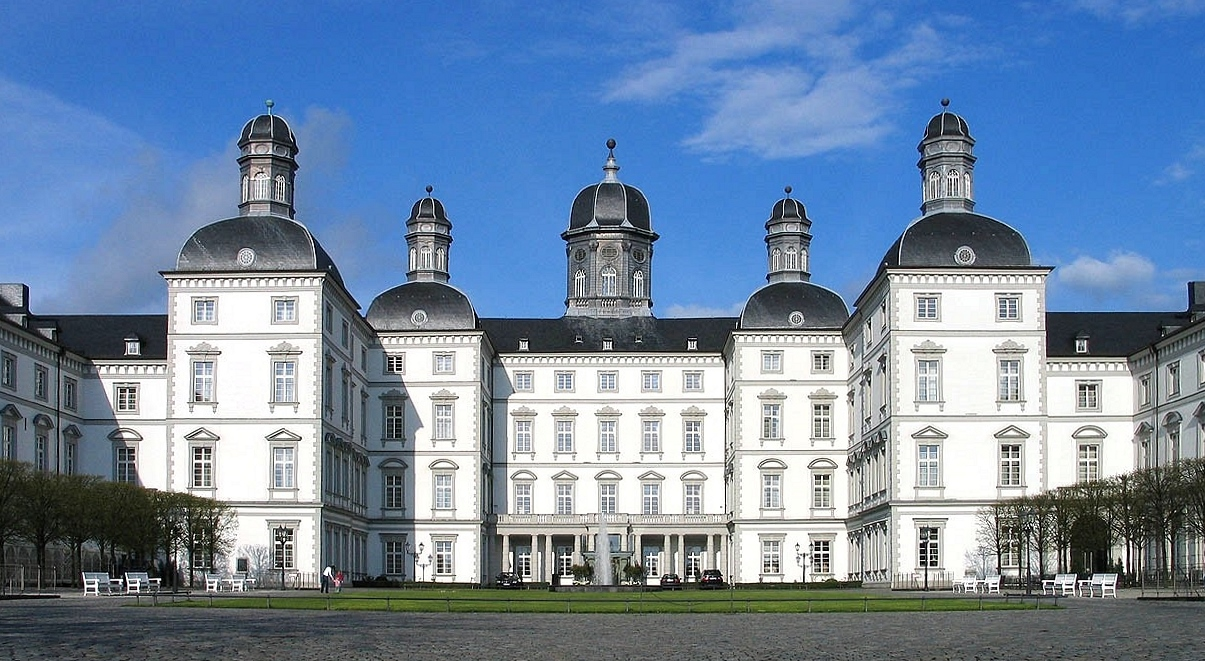
Ehemaliges Kadettenhaus Schloss Bensberg

Das Korps gliederte sich zuletzt in acht Vorkorps (Kadettenvoranstalten, später Kadettenhäuser genannt) zu je zwei Kompanien in Plön (seit 1868), Köslin (1890), Potsdam (seit 1801), Bensberg (seit 1840), Naumburg (Saale) (seit 1900), Wahlstatt (seit 1838), Oranienstein (seit 1867), Karlsruhe (seit 1892) und die Preußische Hauptkadettenanstalt (HKA) in Groß-Lichterfelde (seit 1878) zu zehn Kompanien.

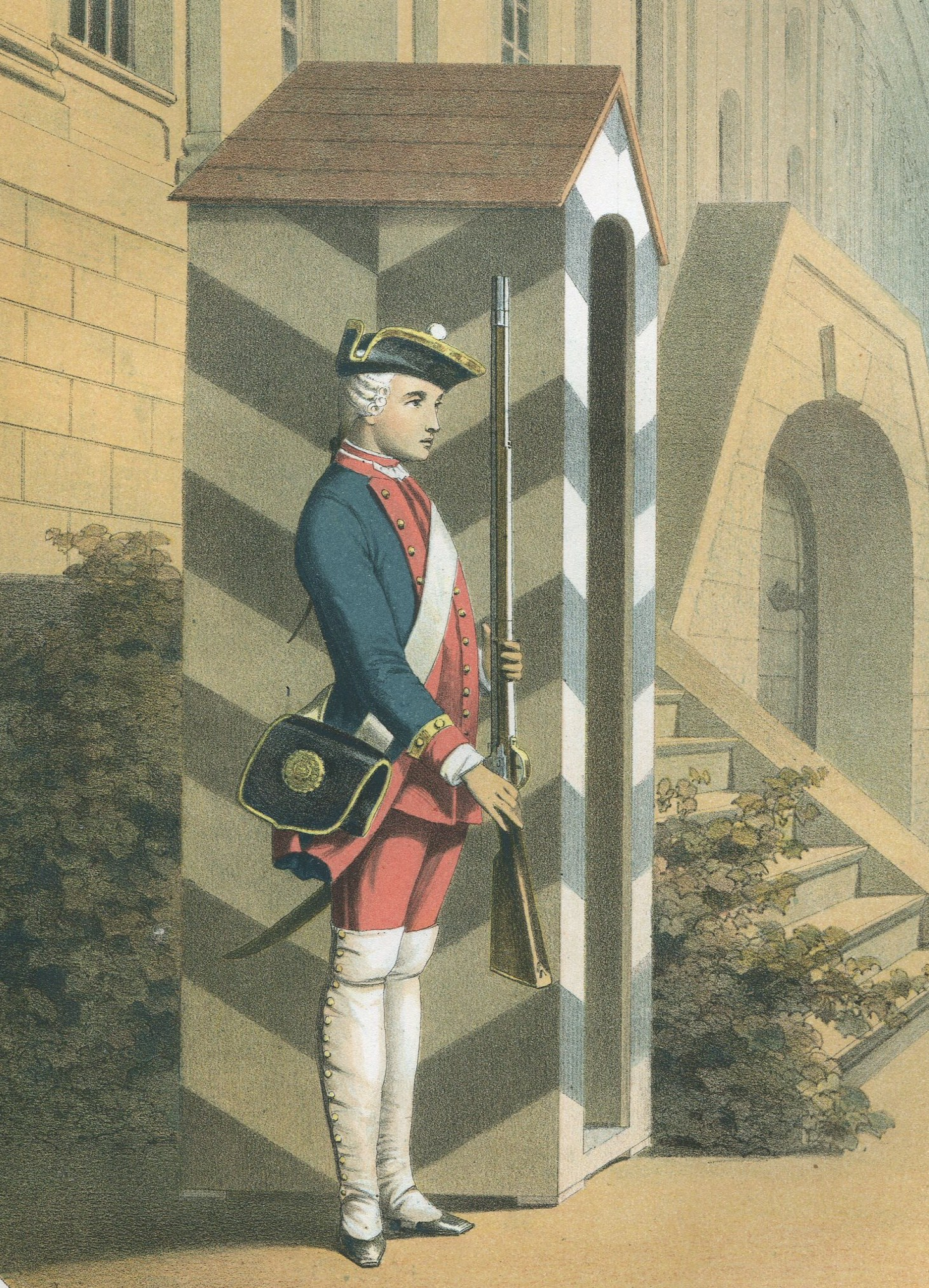
Kadett Berlin 1717

Die Kadettenhäuser umfassten 1902 die Klassen von Sexta bis Untertertia (5. bis 8. Klasse) und hatten etwa 150 bis 240 Kadetten, die Hauptkadettenanstalt hatte die Klassenstufen von Untersekunda bis Oberprima sowie der »Selekta« (Oberstufe). Der Bildungsgang entsprach in etwa dem des Realgymnasiums, mit Lateinisch ab Sexta, Französisch ab Quarta und Englisch ab Obertertia.

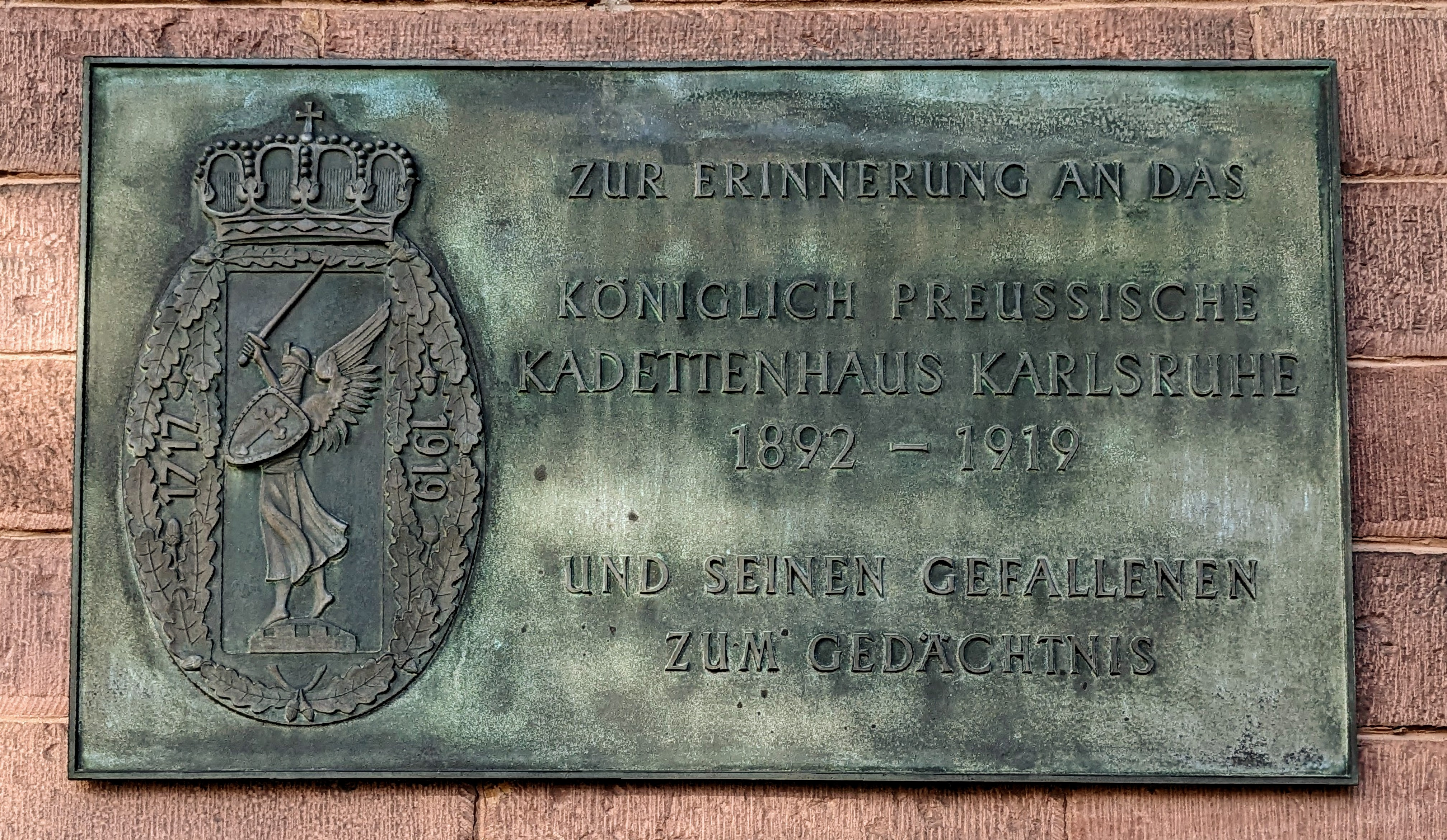
Gedenktafel am ehemaligen königlich-preußischen Kadettenhaus Karlsruhe

In Karlsruhe befand sich das einzige Vorkorps auf außerpreußischem Gebiet. Es wurde gegründet durch ein Abkommen Preußens mit den süddeutschen Staaten (außer Bayern). Bayern und Sachsen hatten, wie außerhalb des Reiches weiter Österreich, eigene Kadettenanstalten. Ähnlichen, aber halb privaten Charakters war die Ritterakademie in Liegnitz (Schlesien) sowie in Dom Brandenburg.
Der älteste Jahrgang jedes Kadettenhauses trat mit Beginn des neuen Schuljahres (am 1. April) zur Hauptkadettenanstalt über.

### Bildungssystem an den Kadettenschulen
Die Kadettenschulen waren in Voranstalten unterteilt, welche Schüler im Alter von 9 bis 15 Jahren besuchten. Nach ihrem Abschluss an einer der Voranstalten wurden die jungen Kadetten auf die Hauptkadettenanstalt in Groß-Lichterfelde geschickt. Der Lehrplan der Schulen sollte dem der zeitgenössischen Realschule entsprechen, so wurde mehr Wert auf Naturwissenschaften und moderne Sprachen gelegt; als auf die „Klassiker“ wie Griechisch. Erst wenn die Kadetten die Hauptkadettenanstalt erreichten, wurde der Umgang mit Waffen und Militärtaktik geübt. Zuvor wurde an den Voranstalten zwar sehr großer Wert auf Gymnastik und andere körperliche Ertüchtigung gelegt (sowohl von den Lehrern sowie von den Schülern), aber militärische Fächer wie Militärgeschichte etc. wurden nicht unterrichtet.

### Kadettenkorps
Das Kadettenkorps war seit dem Reformwerk des Generals Ernst von Rüchel (1754–1823) dem Inspekteur des militärischen Erziehungs- und Bildungswesens unterstellt. Aktive Offiziere taten in ihm als »Erzieher« Dienst. Die militärische Ausbildung war auf den Infanteriedienst beschränkt. Der Kadett konnte nach abgeschlossenem Besuch der Obersekunda zum Fähnrichsexamen zugelassen werden und trat nach bestandenem Examen sofort in die Armee ein. Auch der Primaner musste noch ein Jahr lang nach dem Abitur als Fähnrich Dienst tun, wurde aber bei seiner Ernennung zum Offizier zwei Jahre vorpatentiert. Vor Ernennung zum Leutnant musste der Fähnrich die Kriegsschule erfolgreich absolvieren. Besonders befähigte Kadetten konnten anstelle des Fähnrichsjahres zur Selekta zugelassen werden; diese ersetzte die Kriegsschule und galt als Vorbereitungszeit zu Kriegsakademie und Generalstab. Die Selekta schloss mit der Offizierprüfung ab; der Selektaner trat als Leutnant zur Truppe über. 

Portepee-Unteroffizier mit Kadetten 1814

Schon vor den durch Gerhard von Scharnhorst, August Neidhardt von Gneisenau und Hermann von Boyen ins Werk gesetzten preußischen Militärreformen hatte Generalinspekteur von Rüchel wichtige Reorganisationsmaßnahmen angeregt, die jedoch erst nach den Befreiungskriegen durch den Kadettenkommandeur Johann Georg Emil von Brause umgesetzt wurden. Brause formte die von der Schließung bedrohte Drill-, Verwahr- und Versorgungsanstalt zu einem dem Gedanken des Humanismus verpflichteten Bildungs- und Erziehungsinstitut. Diese Reorganisation befestigte den Charakter der militärischen Bildungsanstalten als Hochburg adeligen Standesgeistes. Nachdem von Brause auf eigenen Wunsch von der Leitung entbunden worden war, wurde am 30. März 1834 und bis zum 20. Juli 1848 Ludwig von Below Kommandant aller Kadettenanstalten, der im November 1852 eine Below-Kadettenstiftung ins Leben rief.

## Sachsen

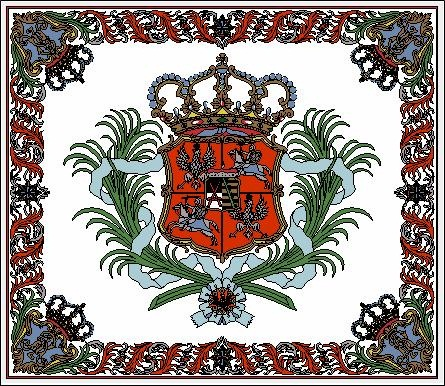
Standarte Sachsen Kadetten-Korps 1747–1865

Das Kadettenkorps der sächsischen Armee in Dresden bzw. das Kadettenhaus in Dresden ging aus einer 1725 durch Johann Georg IV. errichteten Kadettenkompanie, welche auch als Leibwache eingesetzt wurde, hervor. Seine Zöglinge legten nach einer sechsklassigen Ausbildung die Fähnrichsprüfung vor der preußischen Obermilitärexaminationskommission ab, die sich hierfür nach Dresden begab.
Graf August Christoph von Wackerbarth legte den Grundstein zur militärischen Bildungsanstalt in Dresden. Ab 1822 formte Karl von Gersdorff das Institut zu einer Musterschule.

## Bayern
Das Kadettenkorps der bayerischen Armee in München wurde 1755 gegründet und 1868 den Realgymnasien gleichgestellt.

## Württemberg
Die 1820 gegründete württembergische Offizierbildungsanstalt in Ludwigsburg, ab 1852 Allgemeine Kriegsschule genannt, bestand aus einer Kadettenschule und einer Portepeefähnrichsschule. Die Kadettenschule nahm 15-jährige Offiziersanwärter auf, vermittelte ihnen eine dem Realgymnasium analoge schulische und eine ihrem Alter gemäße militärische Erziehung, und entließ sie nach 2½ Jahren mit der wissenschaftlichen Prüfung zum Portepeefähnrich. Nach weiteren sechs Monaten praktischen Diensts bei einem Regiment wurde der Offiziersanwärter dann als Portepeefähnrich an die Portepeefähnrichsschule kommandiert, wo er die kriegswissenschaftliche Ausbildung zum Offizier erhielt und nach einem Jahr die Offiziersprüfung ablegte und daraufhin zum Leutnant ernannt wurde.
Als Folge der Militärkonvention vom 21./25. November 1870 löste Württemberg seine Portepeefähnrichsschule auf, und die württembergischen Offiziersanwärter, einschließlich der Absolventen der Kadettenschule, besuchten stattdessen ab 1871 die preußischen Kriegsschulen und legten vor der Ober-Militär-Examinationskommission in Berlin ihr Offizierexamen ab. Ende Mai 1874 löste Württemberg dann auch seine Kadettenschule auf, und württembergische Offiziersanwärter wurden danach in das preußische Kadettenkorps aufgenommen.

## Deutsches Reich
Nach der Gründung des Deutschen Reichs wurde das Berliner Kadettenhaus, seit 1859 „Central-Kadettenanstalt“, auch für Söhne aus anderen Bundesstaaten geöffnet. 1873 wurde der Grundstein zu einem neuen größeren Gebäudekomplex in Groß-Lichterfelde gelegt, der am 14. August 1878 bezogen werden konnte und sich als „Hauptkadettenanstalt“ innerhalb weniger Jahre zur zentralen militärischen Eliteschmiede des Reichs entwickelte. Der Begriff „Lichterfelde“ wurde im militärischen Sprachgebrauch zum Synonym für Eliteausbildung. Die preußischen Kadettenanstalten propagierten das Ideal der Spartiaten, was die Härte der Ausbildung betraf; das nationalsozialistische Deutschland knüpfte hieran an, als die Napolas gegründet wurden. Daneben bestanden Kadettenanstalten in den preußischen Provinzen und einigen anderen Teilstaaten weiter und führten den Offiziersnachwuchs bei besonderer Eignung nach Lichterfelde. Die preußische Hauptkadettenanstalt galt als eine der besten Militärschulen weltweit.
Wegen der von den Siegermächten des Ersten Weltkriegs als Gefahr wahrgenommenen Qualität der Ausbildung wurde das Deutsche Reich, anders als Österreich, im Friedensvertrag von Versailles gezwungen, Lichterfelde sowie die nachgeordneten regionalen Kadettenanstalten zu schließen. Die Hauptkadettenanstalt wurde am 20. März 1920 mit einem Schlussappell aufgelöst und in eine Staatliche Bildungsanstalt umgewandelt. Eine Straße der Villenkolonie wurde 1935 in Kadettenweg umbenannt. 1980 wurde auf dem Paulinenplatz unweit der ehemaligen Kadettenanstalt ein Gedenkstein als Erinnerung an das Kadettenkorps errichtet. Die Gebäude in Lichterfelde wurden 1933 zur Kaserne der „Leibstandarte SS Adolf Hitler“ umgebaut, die sich den Ruf des historischen Standorts zunutze machte.

## Deutschland ab 1945
Die meisten der regionalen Kadettenanstalten wurden später als Kasernen oder Schulen genutzt.
Während der Zeit der deutschen Teilung beherbergte die ehemalige Hauptkadettenanstalt in Lichterfelde US-amerikanische Militäreinrichtungen; heute sind in den Gebäuden Teile des Bundesarchivs untergebracht.

### DDR

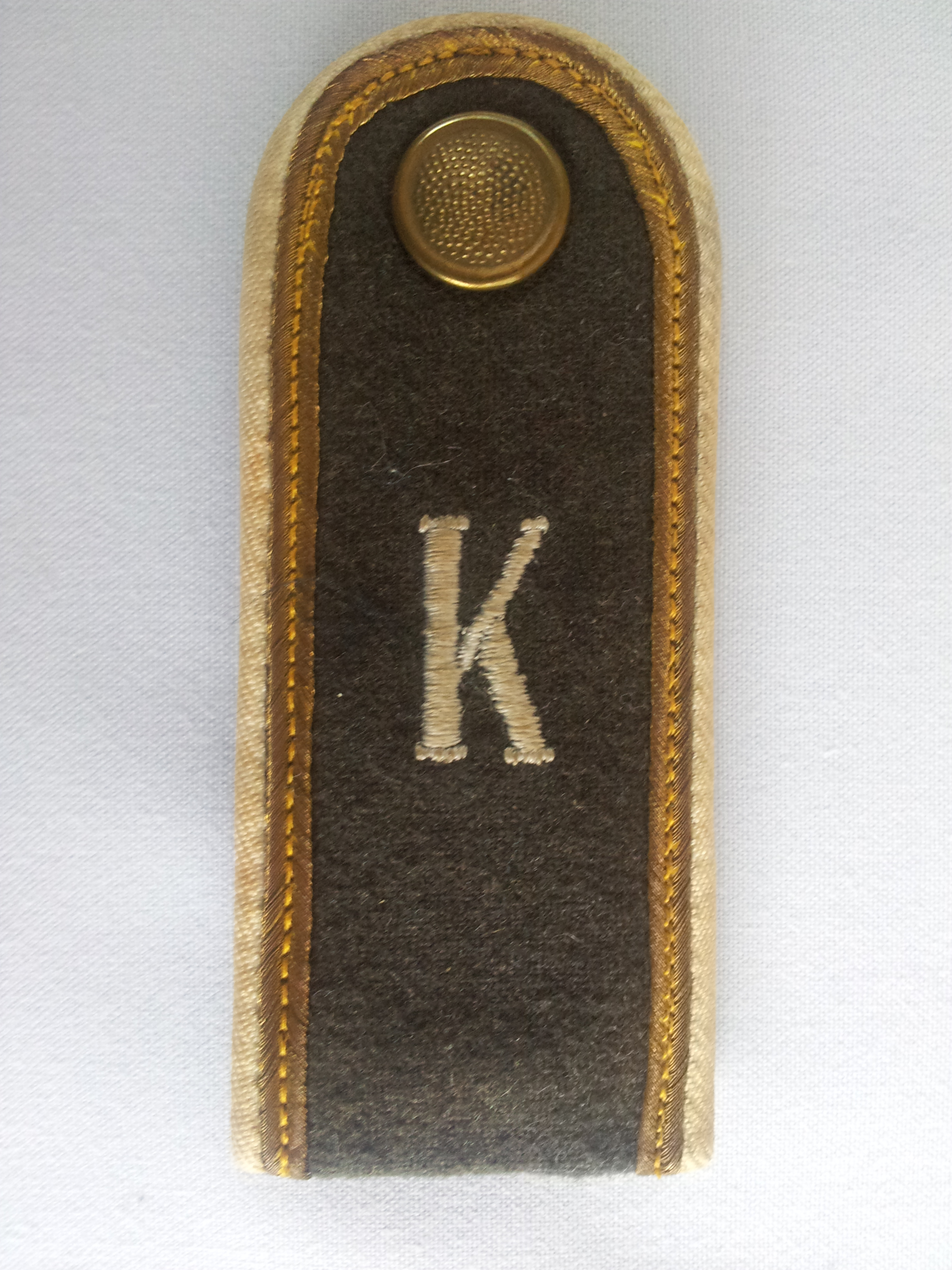
Schulterstück DDR-Kadettenschüler

In der DDR existierte von 1956 bis 1961 die Kadettenanstalt Naumburg (Saale) der NVA als einzige Einrichtung dieser Art, im Gebäudekomplex der früheren Napola bzw. der vorherigen Königlich-preußischen Kadettenanstalt.

## Österreich
In Österreich war der Besuch sogenannter Cadeten-Institute üblich, der zur Vorbereitung auf eine weiterführende Ausbildung an einer Militärakademie gute Voraussetzungen bot.

## Schweiz
In der Schweiz existierten im Gegensatz zu Deutschland und Österreich nie Kadettenanstalten, Kadettenhäuser oder Kadetteninternate zur Ausbildung angehender Offiziere. Es wurden in der Schweiz im 19. Jahrhundert mit der Einschränkung der Kinderarbeit sowie mit der Einführung der obligatorischen Schulpflicht und teilweise gleichzeitig mit dem Erlass der entsprechenden Fabrikgesetze, sog. Kadettencorps an Mittelschulen und Gymnasien u. a. zur Vorbereitung auf die Rekrutenschule gegründet, was bis um die Mitte des 20. Jahrhunderts aufgegeben wurde.
Die in der Schweiz heute bestehenden Kadettenvereine bieten verschiedene Sportarten als Freizeitprogramm an und betreiben keine militärische Ausbildung. Diese Kadettenvereine sind im Kadettenverband Schweiz zusammengefasst. Die Verkehrskadetten-Abteilungen, deren erste aus Kreisen der herkömmlichen Kadetten initiiert wurden, bieten Verkehrsregelungs-Dienstleistungen an und werden durch den Schweizerischen Verkehrskadetten Verband vertreten.
Die aus liberalen Kreisen stammenden Gründer der ursprünglichen Kadettencorps beabsichtigen, die Verteidigungsfähigkeit des von den Liberalen im Jahre 1848 gegründeten schweizerischen Bundesstaates durch entsprechende Vorbildung sowie Turnunterricht der angehenden Rekruten zu unterstützen und zugleich die Jugendlichen als aktive Staatsbürger in die Gesellschaft zu integrieren. Der Schweizer Pädagoge und Sozialreformer Johann Heinrich Pestalozzi führte in seinem Internat in Yverdon bis zu dessen Auflösung 1825 ein Cadettencorps. Das Kadettenwesen fand in der schweizerischen Öffentlichkeit des 19. Jahrhunderts auch breite Unterstützung infolge der zahlreichen kriegerischen Auseinandersetzungen in den Nachbarländern, insbesondere auch aufgrund des Sardinischen Kriegs von 1859 mit den blutigen Schlachten von Magenta und Solferino in der Nähe zur Schweiz, die Henry Dunant zur Gründung des Roten Kreuzes bewegte, und des Deutsch-Französischen Kriegs von 1870/1871 mit dem Übertritt der Bourbaki-Armee in die Schweiz, welcher die Schwächen der schweizerischen Militärordnung an den Tag brachte. In der Folge wurden die Kadettencorps bzw. entsprechende Unterrichtsblöcke im 19. Jahrhundert zum regelmäßigen Bestandteil der Lehrpläne von Gymnasien und anderen Schulen der Sekundarstufe. Nicht belegt ist, ob während des Zweiten Weltkriegs wie andere Jugendorganisationen auch die damaligen Kadettencorps zu Hilfsdienstleistungen herangezogen wurden.

## Weitere Länder

Escuela Militar in Santiago de Chile, die von Emil Körner in den 1890er Jahren eng nach preußischem Vorbild organisierte Hauptkadettenanstalt des chilenischen Heeres (1916)

### Japan
Kaiserreich Japan, die Heeresoffizierschule bzw. Haupt-Kadettenanstalt (Rikugun Shikan Gakkō) und die sechs regionalen Kadettenanstalten (Rikugun Yōnen Gakkō).

### Litauen
In Litauen gibt es die General-Povilas-Plechavičius-Kadettenschule, eine allgemeinbildende Mittelschule, in Kaunas.

### Russland

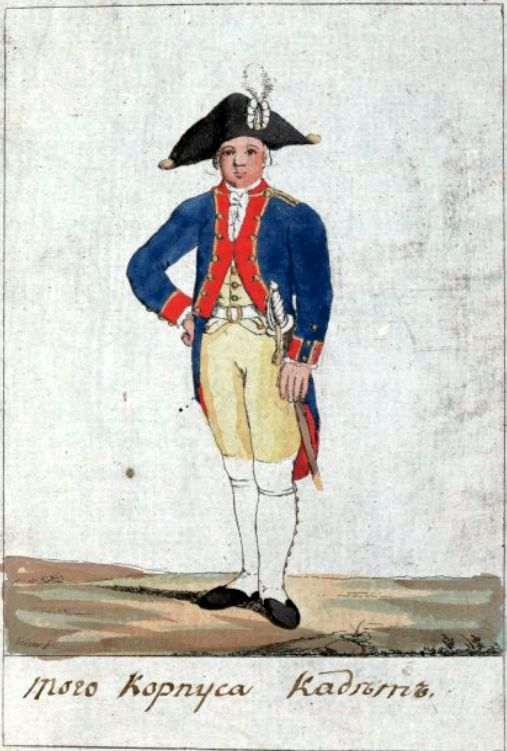
Russischer Kadett, in Heeresuniform des Schlachtschitzen Kadettenkorps (1793)

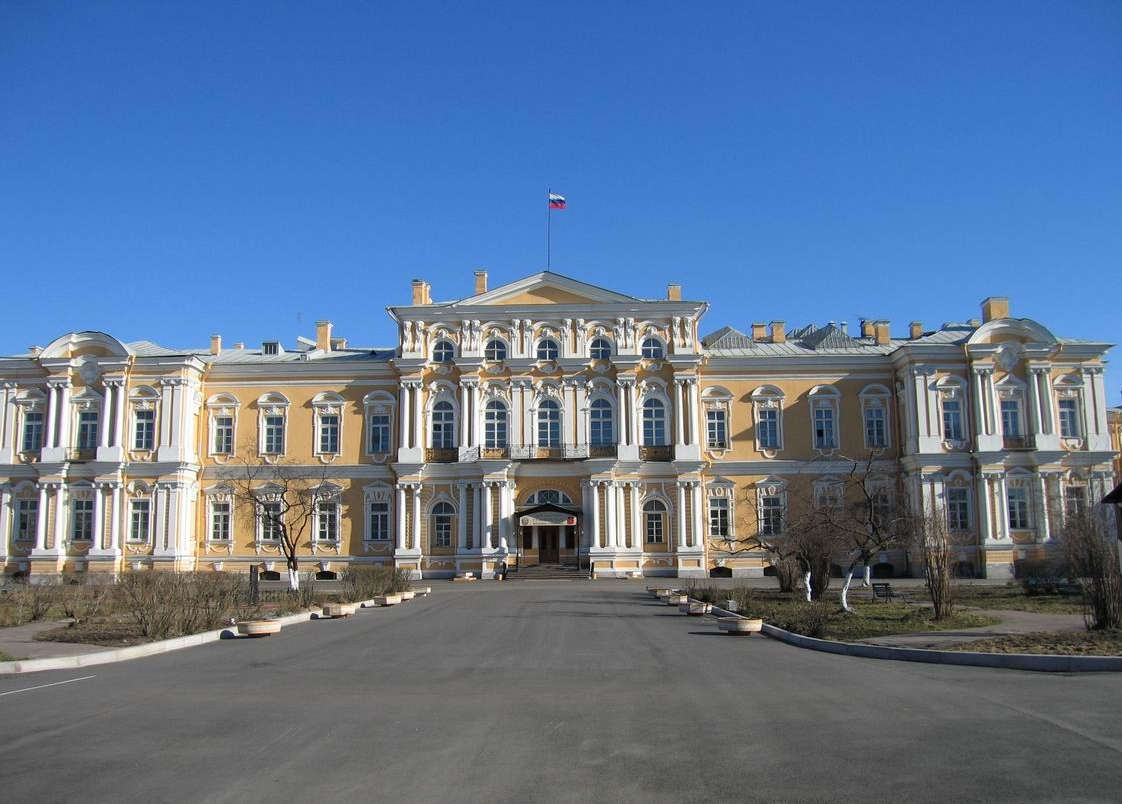
Suworow-Kadettenschule im Woronzow-Palais aus dem 18. Jh. (ehem. Gebäude des Imperialen Pagenkorps), Sadowaja-Straße in St. Petersburg

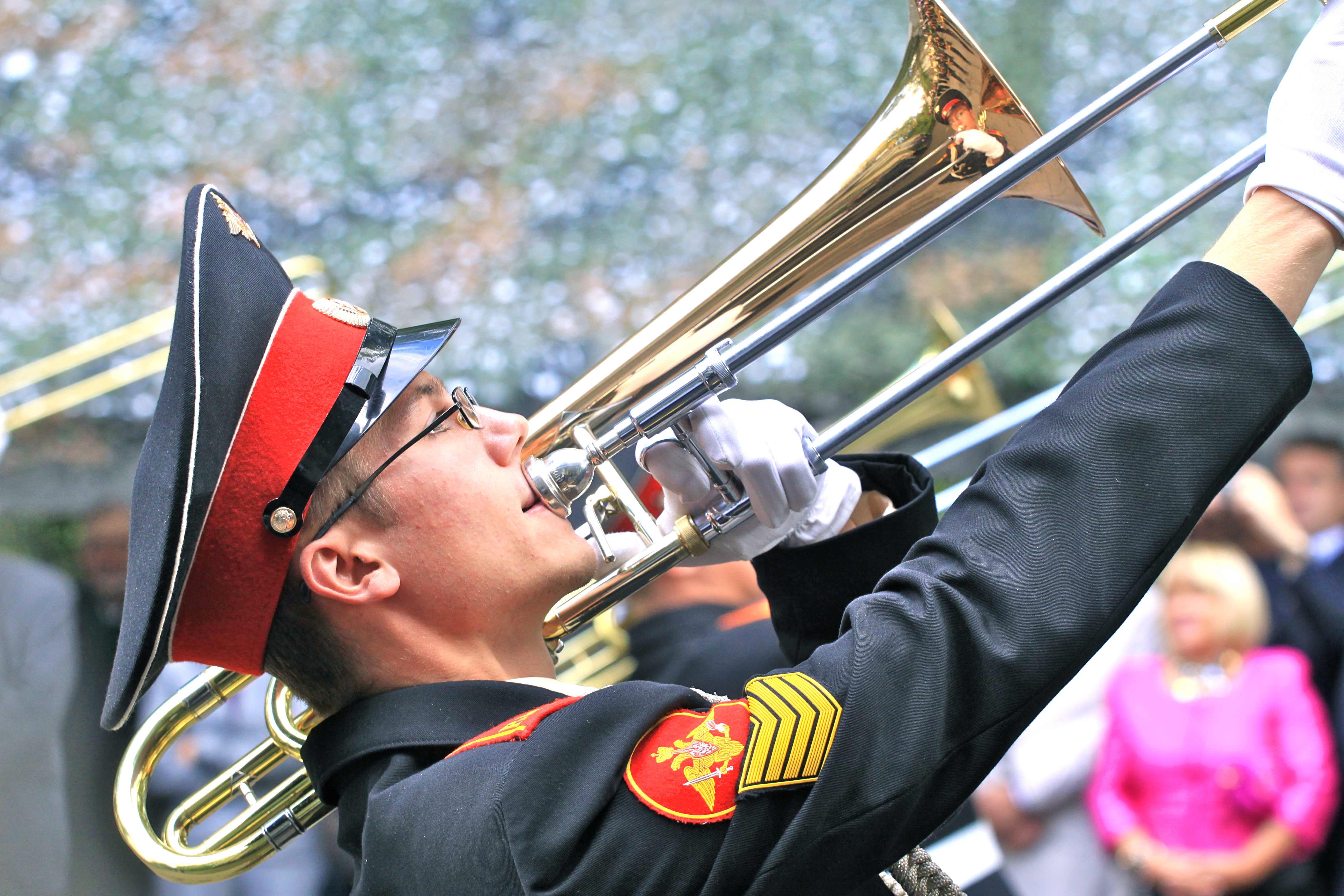
Russischer Suworow-Kadett in Berlin (2010)

Im Russischen Kaiserreich waren seit dem 18. Jahrhundert Kadettenschulen zur Heranbildung des erforderlichen Offiziersnachwuchses weit verbreitet. Mit Gründung der Sowjetunion blieben acht Kadettenanstalten erhalten und wurden in Suworow-Kadettenschulen umgewandelt.
In Russland gibt es heute noch mehr als 25 Kadettenschulen für Knaben ab Klasse 5 bis zum Abitur, als Vorbereitung für eine mögliche künftige militärische Karriere.
Einige Kadettenschulen im heutigen Russland
- Kadettenkorps der Weltraumtruppen Peter der Große in Sankt Petersburg
- Militärtechnisches Kadettenkorps in Togliatti
- Mädchengymnasium mit Internat des Verteidigungsministeriums der Russischen Föderation
- Nachimow Seekriegs-Gymnasium in Sankt Petersburg
- Erstes Kadettenkorps des FSB Russlands in Puschkin
- Raketen-Artillerie Kadettenkorps in St. Petersburg
- Kadettenkorps Großfürst Konstantin Konstantinowitsch im heutigen Puschkin
- Garde-Kadettenkorps der strategischen Raketentruppen in Irkutsk
- Pawlowsker Kadettenschule
- Kadettenkorps Großfürst Michael Pawlowitsch (staatliche Bildungseinrichtung – Kadettenschule mit Internat) in Woronesch
- Kadettenkorps der Justiz in Moskau
- Georgiew Marschall Schukow Kadettenkorps in Moskau
- L.S. Djomin Kadettenkorps (staatliche Bildungseinrichtung – Kadettenschule mit Internat) in Tambow
- Aleksander Iwanowitsch Lebed Kadettenkorps (staatliche Bildungseinrichtung – Kadettenschule mit Internat) in Krasnojarsk
- Norilski Kadettenkorps (staatliche Bildungseinrichtung – Kadettenschule mit Internat) in Schelesnogorsk (Krasnojarsk)
- Karelisches Kadettenkorps Aleksander Newski[25]
- Ufa Luftlande-Kadettenkorps Mus Gareew, in Ufa (Stadt)
- Kronstädter Marine-Kadettenkorps in Kronstadt (Russland)
- Lessosibirsker Kadettenanstalt „A. B. Jordan“[26]
- Don-Imperator Kadettenkorps Aleksander III, in Nowosibirsk
- Moskauer Kadetten-Musikkorps (Kadettenschule 1770)
- Kadettenschule 1784[27] in Moskau
- Kadettenschule Nr. 1700 „Vereintes Moskauer Marine-Kadettenkorps gewidmet den Helden von Sewastopol“ in Moskau
- Moskauer Kosaken-Kadettenkorps Michail Aleksandrowitsch Scholochow in Moskau, Marschall Tschuikow Str. 28

Die heute noch aktiven Suworow-Kadettenschulen Russlands befinden sich in
- Jekaterinburg
- Kasan
- Moskau
- Sankt Petersburg
- Wladikawkas
- Twer
- Uljanowsk
- Ussurijsk

#### Kadettenkorps Russland
|                            | Schulterklappen     | Schulterklappen                                | Schulterklappen                    | Schulterklappen                                                            | Schulterklappen      | Schulterklappen            |
| -------------------------- | ------------------- | ---------------------------------------------- | ---------------------------------- | -------------------------------------------------------------------------- | -------------------- | -------------------------- |
| Kaiserlich Russische Armee |                     |                                                |                                    |                                                                            |                      |                            |
|                            | Kadettenkorps Orlow | Kadettenkorps 5. Kargolowski Dragoner-Regiment | Orenburg-Nepljuewski Kadettenkorps | Heereskadett I/15. Tschernogorsker Schützen-Kp (kaiserl. Hoheit Nikolai I) | Pskower Kadettenkops | Wladimir Kiew Kadettenkops |

### Türkei und USA
In der Türkei und in den USA gibt es militärisch geprüfte Oberschulen (Gymnasien bzw. High Schools), so z. B. die Missouri Military Academy.

### Allgemein
- Louis Burgener: Kadetten in der Schweiz, 1986. In: Allgemeine schweizerische Militärzeitschrift. 152, 1986, Beiheft Nr. 10, ISSN 0002-5925, S. 1–8.
- Adolf Friedrich Johannes von Crousaz: Geschichte des Königlich Preussischen Kadetten-Corps. Nach seiner Entstehung, seinem Entwickelungsgange und seinen Resultaten in der Google-Buchsuche. Schindler, Berlin 1857.
- Horst Erlich: Die Kadettenanstalten. Strukturen und Ausgestaltung militärischer Pädagogik im Kurfürstentum Bayern im späteren 18. Jahrhundert. (= Geschichtswissenschaften. 17). Herbert Utz Verlag, München 2007, ISBN 978-3-8316-0677-1. (Zugleich: München, Univ., Diss., 2006)
- 50 Jahre Eidgenössischer Kadettenverband. Jubiläumsschrift. (= 50 ans Association fédérale des corps de cadets. Plaquette commémorative. 1936–1956). Eidgenösser Kadettenverband, Murten 1986.
- Olaf Jessen: „Preußens Napoleon“? Ernst von Rüchel. (1754–1823). Krieg im Zeitalter der Vernunft. Schöningh, Paderborn u. a. 2007, ISBN 978-3-506-75699-2. (Zugleich: Potsdam, Univ., Diss., 2004)
- Klaus Johann: Grenze und Halt. Der Einzelne im „Haus der Regeln“. Zur deutschsprachigen Internatsliteratur. Universitätsverlag Winter, Heidelberg 2003, ISBN 3-8253-1599-1, S. 217–249. (= Beiträge zur neueren Literaturgeschichte. 201). (Zugleich: Münster, Univ., Diss., 2002), (Kapitel „Zum historischen und zum literarhistorischen Kontext: Die Kadettenanstalten und die Kadettenliteratur — Verklärung und Anklage“).
- Peter Joachim Lapp: Schüler in Uniform. Die Kadetten der Nationalen Volksarmee. Helios Verlag, Aachen 2009, ISBN 978-3-86933-003-7.
- Reichsbund ehemaliger Kadetten (Hrsg.): Ernstes und Heiteres aus dem Kadettenleben zu Groß-Lichterfelde. Ein Buch der Erinnerung an das Kadettenkorps. Verlag Stalling, Oldenburg 1921.
- von Scharfenort (Bearb.): Das Königlich Preußische Kadettenkorps 1839–1892. Mittler und Sohn, Berlin 1892.
- Klaus Schwirkmann: Königlich-Preußische Kadettenanstalt Karlsruhe. Aus der Geschichte der heutigen Dienstgebäude der Oberfinanzdirektion Karlsruhe an der Moltkestraße. Land Baden-Württemberg (Oberfinanzdirektion Karlsruhe), Karlsruhe 1977.

### Belletristik, Autobiographisches
- Robert Musil: Die Verwirrungen des Zöglings Törleß. Roman (1906). Rowohlt, Reinbek 2006, ISBN 3-499-23924-8.
- Leopold von Wiese: Kadettenjahre, eingef. von Hartmut von Hentig, Ebenhausen bei München: Langewiesche-Brandt 1978 (Neuausg. der autobiografischen Jugendschrift)
- Ernst von Salomon: Die Kadetten. Roman (1933). Rowohlt, Reinbek 1979, ISBN 3-499-10214-5.